# Якубенко Олександр Степанович
Олекса́ндр Степа́нович Якубенко (1967—2022) — державний службовець, капітан Збройних Сил України, учасник російсько-української війни, який загинув під час російського вторгнення в Україну.

## Життєпис
Народився 3 жовтня 1967 року в Черкаській області.
Працював начальником Міжрегіонального управління Національного агентства України з питань державної служби у м. Києві, Київській, Чернігівській та Черкаській областях.
З початком російського вторгнення в Україну в 2022 році став на захист України. Був заступником командира стрілецького батальйону з морально-психологічного забезпечення 72-ї окремої механізованої бригади імені Чорних Запорожців.
Загинув 18 липня 2022 року під час ворожого артилерійського обстрілу в Донецькій області. Похований у Набутівській громаді Черкаського району Черкаської області.

## Нагороди
- Орден Богдана Хмельницького III ступеня (2022, посмертно) — за особисту мужність і самовіддані дії, виявлені у захисті державного суверенітету та територіальної цілісності України, вірність військовій присязі[4].